# 夏集镇 (凤台县)
夏集镇，是中华人民共和国安徽省淮南市凤台县下辖的一个乡镇级行政单位。

## 行政区划
夏集镇下辖以下地区：
夏集社区、姚李村、路岗村、刘楼村、立新村、尹余村、刘圩村、陈集村、朱岗村和王相村。